# كارلوس كونتي
كارلوس كونتي(بالإسبانية: Carlos Conti) (برشلونة 28أغسطس1916م - 15سبتمبر1975م) 
هو كاتب القصص الإسباني، ورسام كرتون، وهو مؤلف سلسلة كاريوكا المجنون. يعتبر واحداً من الخمس العظماء لدار النشر بروجيرا في الخمسينات إلى جانب جيرمو سيارات، واسكوبار، وأوخنيو چينير (رسام واقعي)، وخوسيه باتيارويا ، بالرغم من تعاونه مع العديد من الناشرين مثل صحيفة أبسي (إسبانيا) ، ومجلة اوليه. كان كونتي ماهراً في فن النكتة، والتعليقات الساخرة.

## السيرة الذاتية
فترة طفولته وشبابه
كان تلميذاً جيداً، بدأ العمل في الثلاثينات كوكيل للتأمينات، لكن توقف نشاطه بسبب الحر الأهلية الإسبانية، والتي اشترك خلالها في جيش الجمهورية.
بدايات عمله
بدأ عمله اليومي بصحيفة لا برنسا ببرشلونة، وعندما أسس أحد الصحفيين مجلة أوليه، أيضاً شارك في هذه المجلة. لم ينتهي تعاونه مع هؤلاء الطلاب سوى بوفاته. أيضاً تعاون مع صحيفة «موجه»، وصحيفة أبسي، ومجلة أبيض وأسود.
وفي ذات الوقت، تعاقد مع دار النشر بروجيرا كمحرراً، ورسام، وكاتب مقالات هزلية. عام1949م بدأ النشر في مجلة بولجارسيتو لسلسته القصصية التي منحته شهرته الواسعة وهي كاريوكو المجنون. كما وُلِدت أيضاً شخصيات لسلسلاته القصصية مثل: عمي مجدلينيو (1951)، وأبولينو تاروجيس، وحياة موفيز بيريس (1952م). هذه السلسلة القصصية الأخيرة كانت غير العادة في مجلات الأطفال لهذه الفترة؛ لإنه وضع في أحد المشاهد الأحلام الطائشة للبطل، على الرغم من أن تصويره الأخير عاد إليه واقعه المحبط. بالإضافة إلى عمله كمخترع نِكات وقصص مصورة، نشر أيضاً كونتي في مجلة الددتي (DDT) الخطابات المشهورة لسيسينا دو ميرلوسا.
كما تعاون مع مجلة الأطفال «أساطير الأطفال»، ومجلة «الكويوت»، ومجلة «تي بي أو»، والعديد من المجلات الأخرى.
المغامرات المستقلة: العم بيبو
في1957م أسس بمشاركة چانيارويا، وأسكوبار، وسيفرا، وچينير، ورسامين آخرين بدر النشر مؤسسته المستقلة، التي قامت بنشر مجلة العم بيبو، والتي عمل بها كونتي كمدير فني. أيضاً اعتاد على إظهار الغلاف بطريقة ساخرة، والتي رسمه كلاً من سيفرا، وباتيارويا.
السنوات الأخيرة
بعد تجربته الفاشلة لمجلة العم بيبو، استمر في تعاونه مع دار النشر بروجيرا بشخصياته مثلا: دون أليرون وعلم الخيال (1969م)، والدكتور نو ومساعدته سي (1970م)، كما أدار النقد الأسبوعي بمجلة ماتا راتوس (1972م).
عام 1975م كان مؤلف الحوارات الأولى لسلسلة «سوبر لوبس» لكاتب القصص خوان لوبس فيرنانديز، والتي ظهرت في مجلة العم بيبو، تحت اسم بيبي.

## جوائز
حصل كونتي على مدار مهنته على العديد من الجوائز من بينهم:
جائزة وزارة السياحة لمعرض إسبانيا 64.
المؤتمر العالمي للفكاهة.
مؤتمر بلانيتا1972.